# Der stumme Prophet
Der stumme Prophet ist ein Roman von Joseph Roth, der, um 1928 entstanden, 1929 in der Neuen Rundschau auszugsweise abgedruckt wurde. Die Frankfurter Allgemeine Zeitung brachte das Werk vom 27. Oktober bis 10. Dezember 1965.
Erzählt wird aus dem Leben und von den Gefechten des Friedrich Kargan, des enttäuschten Revolutionärs ohne Vaterland.

## Zeit und Ort
Der Roman spielt im ersten Viertel des 20. Jahrhunderts, bis Ende 1926, in Odessa, Triest, Wien, Zürich, Moskau, Kursk und Paris.
Joseph Roth schreibt 1929, als er über die Zeit kurz nach 1914 erzählt, u. a. auch von „einem Konzentrationslager für Zivilgefangene in Österreich“.

## Figuren
- Friedrich Kargan, alias Friedrich Zimmer, Revolutionär
  - Genosse Berzejew, russischer Anarchist, sein Freund
  - Hilde von Derschatta, geb. von Maerker, seine Jugendliebe
- Savelli, alias Tomyschkin, Kaukasier, Verfasser des Buches Das internationale Kapital und die Erdölindustrie.

Banditen in der Herberge Zur Kugel am Bein:
- der alte Parthagener, Schmuggler
- Kapturak, Spion der Roten

## Handlung
Friedrich Kargan wird in Odessa geboren. Seine Mutter ist die Tochter eines reichen Teehändlers, der Vater, Friedrich Zimmer, ein vom Großvater davongejagter Klavierlehrer aus Österreich. Die Mutter stirbt früh. Friedrich wird zu Verwandten nach Triest in die Kaufmannslehre gegeben. Als Elternloser hintangesetzt wird Friedrich vorsichtig, schlau und kann sich verstellen. 1908 „arbeitet“ Friedrich im österreichisch-russischen Grenzgebiet für den alten Parthagener als Schleuser und lernt dort den gewitzten Kapturak sowie den „schwarzen Kaukasier Savelli“ kennen. Savelli gesteht, er arbeitete bereits seit 1900 für die Revolution. In Wien macht Friedrich sein Abitur und lernt das schöne junge Fräulein Hilde von Maerker kennen und lieben. Hilde bemerkt seine Armut und seinen Radikalismus wohl. Friedrich lässt sich von den revolutionären Freunden nach Russland schicken. An der russischen Grenze wird er verhaftet und ins sibirische Kolymsk an die Kolyma deportiert. Dort wird der russische Anarchist Berzejew sein Freund. Friedrich kommt im sibirischen Winter dort nahe beim Kältepol zu der Selbsterkenntnis, er ist kein Mensch, sondern ein Ideologe. Er spricht nur noch das Notwendigste und trauert der verlorenen Geliebten nach. Um die Zeit, als der Erste Weltkrieg ausbricht, flieht Friedrich gemeinsam mit Berzejew über Charkow zum alten Parthagener. Zwar können der Alte und Kapturak die vielen Deserteure kaum bewältigen, doch leiten sie die beiden Flüchtlinge in die Schweiz weiter. Friedrich wählt den Weg über Wien. Dort trifft er Hilde und reist sodann nach Zürich. Pazifisten halten die Schweiz besetzt. Friedrich wird zu Revolutionären in jene mitteldeutsche Stadt M. geschickt, in der Bebel gelebt hatte, und schreibt Liebesbriefe an Hilde des Inhalts: Er könne Hilde nicht vergessen, also liebt er sie. 1917 verlässt Friedrich die Schweiz und arbeitet mit Berzejew in Moskau. Beide kämpfen in Russland und bringen Menschen um. 1919 erreicht Hilde ein Brief, den Friedrich 1915 abgeschickt hatte. Hilde, inzwischen Mutter von zwei gesunden Knaben, ist unglücklich verheiratet und will zu dem einzigen Menschen, dem sie „je begegnet“ ist.
Friedrich, krank geworden, ohne Vaterland, geht nach Paris. Berzejew bleibt in Russland. Friedrich schreibt an Hilde nach Wien. Die Post benötigt nach dem Kriege zur Briefbeförderung nicht mehr drei Jahre, sondern nur noch drei Tage. Hilde kommt und geht zum „Du“ über. Das Paar liebt sich in Friedrichs Hotelzimmer. Obwohl Hilde ihrem Friedrich überallhin folgen will, bleibt die Liebe unglücklich: Folgsam reist Friedrich allein nach Moskau. Dort herrscht unerbittlich Savelli mit seinem Büttel Kapturak. Friedrich wird bestraft, weil er seinen Dienst nicht mehr machen will. Savelli verbannt Berzejew und Friedrich nach Sibirien.

## Form
Im Roman treten zwei Ich-Erzähler auf: Joseph Roth und Friedrich.

## Zitate
- Die Liebe ist eine Kraft, die ihren Gegenstand ergreifen und halten kann.[5]
- Friedrich als Verbannter in Sibirien: „Die Größe des Raumes schloß noch mehr ein als eine Zelle.“[6]
- Als Beamte beim Ausstellen eines Passes für Friedrich sich Zeit lassen: „Die deutschen Behörden machen Umstände auch dort, wo sie selbst illegal werden.“[7]
- Sie [die Studenten] bereiteten sich auf ein Leben in Kasernen vor, und jeder trug schon sein Gewehr, man nannte es „Ideal“.[8]
- Er verbarg nichts, er sagte immer die Wahrheit, allerdings immer die eine, die er kannte.[8]
- Er gab sich keine Rechenschaft, dass der Tod und nicht die Abwechslung die unmittelbare Folge des Krieges war.[9]
- Zur Stimmung im Ersten Weltkrieg: „Manche Söhne befanden sich zur Zufriedenheit ihrer Eltern in Lebensgefahr.“[9]
- Die Mütter der Toten trugen ihren Schmerz wie Generäle ihren goldenen Kragen, und der Tod der Gefallenen wurde eine Art Auszeichnung der Hinterbliebenen.[9]

## Wörter und Wendungen
- die Verachtung der Bücher, die den Weisen auszeichnet[10]
- sich ebenso wenig fürchten wie ein Baum[11]
- Journalisten, die Wahrsager des modernen Bürgertums[12]
- Bahnhöfe sind die „gläsernen Hallen der Sehnsucht“[13]

## Rezeption
- Der Roman ist „die Geschichte der Desillusion eines Intellektuellen“.[14]
- Im Roman geht es um die Bürokratie nach dem Ersten Weltkrieg.[15]
- Sternburg nimmt den Text als eines der Dokumente der Abkehr des „roten Joseph“[16] von den Linken aller Couleur. Mit dem Savelli habe Roth ein Bild Stalins gemalt. Für einen folgenschweren Irrweg der Europäer nach dem Kriege halte Roth die Abkehr von der Religion.[17] Nach Manès Sperber zweifele Roth in dem Text sogar am „Sinn des Lebens“.[18]
- Nach Kiesel werden im Roman „Verfehlungen und Enttäuschungen“ des Friedrich Kargan, eines „zeitweiligen Revolutionärs“, beschrieben.[19]